# Kościół ewangelicki w Giżycku

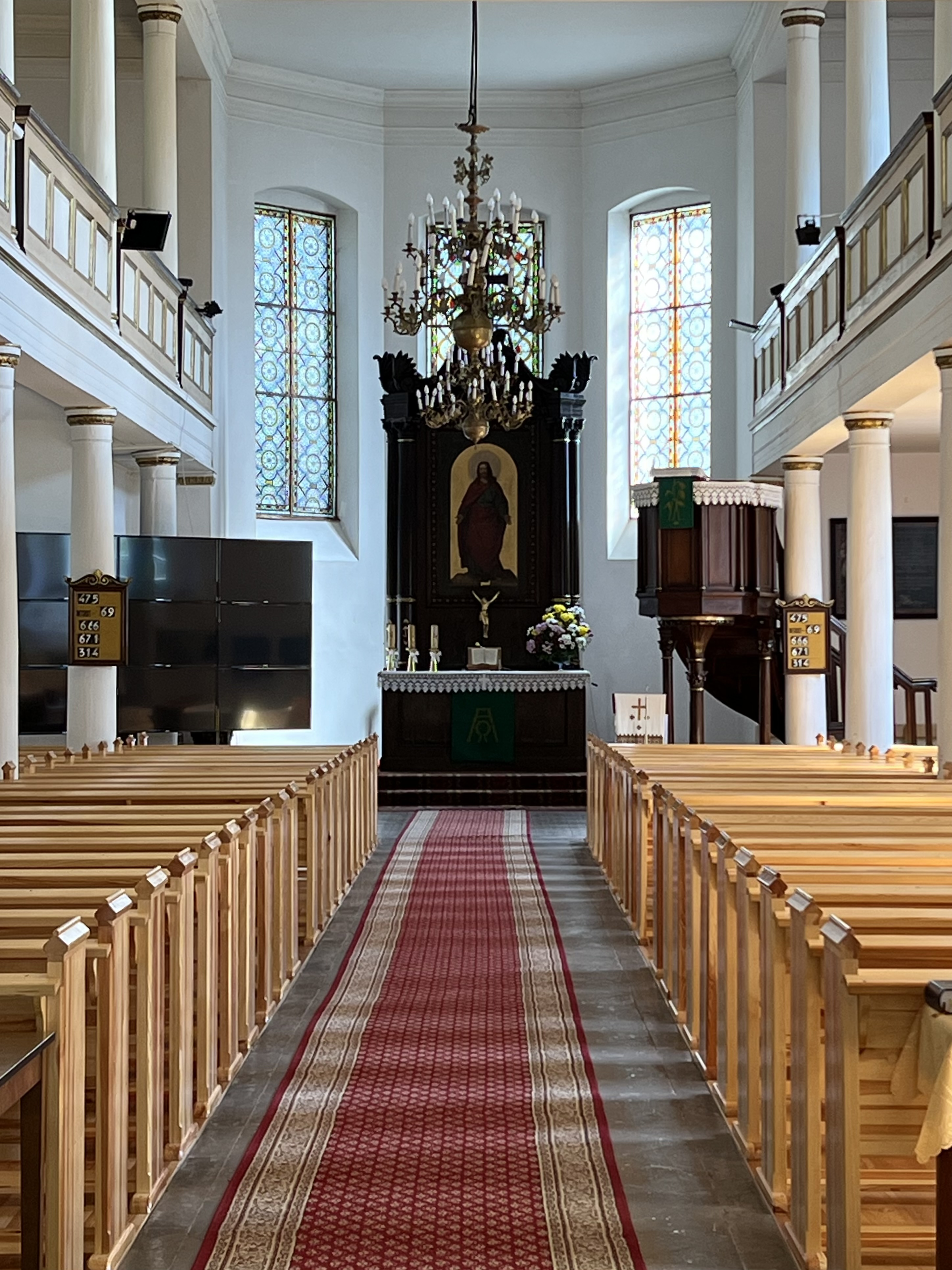
Wnętrze kościoła

Kościół ewangelicki w Giżycku - kościół ewangelicko-augsburski z 1827 roku. Jest główną świątynią parafii ewangelickiej w Giżycku, w diecezji mazurskiej Kościoła Ewangelicko-Augsburskiego w RP.

## Historia
Pierwszy drewniany kościół ewangelicki na terenie Giżycka został wybudowany w czasach Reformacji. Nowa, większa i murowana świątynia powstała w 1633, a wieżę dobudowano do niej w 1642. Budynek został zniszczony w wyniku pożaru w 1686. Do odbudowy spalonego kościoła przystąpiono w 1709. W 1728 zakupiono do niego trzy dzwony różnej wielkości. 3 kwietnia 1822 miał miejsce pożar miasta, doszło wtedy do kolejnego zniszczenia budowli.
11 maja 1826 odbyła się uroczystość wmurowania kamienia węgielnego pod budowę kolejnego kościoła, poprzedzona trwającą przez cztery lata zbiórką funduszy. W mury został wmurowany dokument z tekstem: Boże Wszechmogący, chroń tę świątynię, której budowę rozpoczynamy. Zachowaj ją przez następne stulecia przed podobnym nieszczęściem, jakie tu miało miejsce w nocy 3 kwietnia 1822 roku.
Prace budowlane trwały półtora roku, zakończono je w 1827. Kościół został zaprojektowany przez berlińskiego architekta Karla Friedricha Schinkla na rzucie prostokąta jako budowla halowa, przykryta dachem dwuspadowym. Poświęcenie miało miejsce 16 września 1827, odbyły się wówczas dwa nabożeństwa. Pierwsze było prowadzone w języku niemieckim, kazanie wygłosił ks. M. Gregorovius. Następnie odbyło się nabożeństwo polskie z kazaniem ks. Pawlika. W obchodach uczestniczyło trzynastu księży i kilka tysięcy wiernych.
W 1881 doszło do przebudowy świątyni na styl neoklasycystyczny. Dokonano powiększenia okien i dobudowano zakrystię oraz apsydę. We wnętrzu umieszczono nową ambonę i ołtarz z obrazem przedstawiającym Jezusa Chrystusa, autorstwa Karla Gottfrieda Pfannschmidta z Berlina.
W latach 1911–1912 parafia starała się o przydział funduszy w celu kolejnej rozbudowy kościoła do pojemności 1400 miejsc siedzących, jednak do przebudowy nie doszło.
Organy wyremontowano w 1935 przez firmę Kemper & Söhne z Lubeki, zamontowana została traktura elektryczna.
W 1945 budynek został przejęty przez kościół rzymskokatolicki, który nadał mu wezwanie Chrystusa Króla. Kościół został zwrócony ewangelikom w czerwcu 1946, za sprawą księdza Emila Dawida.
17 czerwca 1978 odbyły się tutaj po raz pierwszy Giżyckie Koncerty Organowe, podczas których wystąpił Józef Serafin.
Do czasu wybudowania w 1995 cerkwi greckokatolickiej w Giżycku, parafia ewangelicka udostępniała kościół do prowadzenia nabożeństw w obrządku bizantyjsko-ukraińskim.